# Olympische Sommerspiele 1992/Teilnehmer (Libanon)
| Gelbes Symbol für Goldmedaillen mit stilisierten Olympischen Ringen | Graues Symbol für Silbermedaillen mit stilisierten Olympischen Ringen | Braundes Symbol für Bronzemedaillen mit stilisierten Olympischen Ringen |
| ------------------------------------------------------------------- | --------------------------------------------------------------------- | ----------------------------------------------------------------------- |
| —                                                                   | —                                                                     | —                                                                       |

Der Libanon nahm an den Olympischen Sommerspielen 1992 in Barcelona mit einer Delegation von zwölf männlichen Athleten an fünfzehn Wettkämpfen in sieben Sportarten teil. Es konnten dabei keine Medaillen gewonnen werden.

## Teilnehmer nach Sportarten

### Fechten
- Zahi El-Khoury
Florett, Einzel: 48. Platz
Degen, Einzel: 58. Platz

- Michel Youssef
Florett, Einzel: 59. Platz
Degen, Einzel: 64. Platz

### Gewichtheben
- Hassan El-Kaissi
Mittelschwergewicht: DNF

### Judo
- Charbel Chrabie
Ultraleichtgewicht: 35. Platz

- Assaf El-Murr
Halbleichtgewicht: 17. Platz

- Haji Kahy
Leichtgewicht: 22. Platz

- Fadi Saikali
Halbmittelgewicht: 9. Platz

### Leichtathletik
- Bassam Kawas
800 Meter: Vorläufe
1500 Meter: Vorläufe

### Radsport
- Armen Arslanian
Straßenrennen: DNF

- Vatche Zadourian
Straßenrennen: DNF

### Rudern
- Christian Francis
Einer: 22. Platz

### Schwimmen
- Émile Lahoud
50 Meter Freistil: 61. Platz
100 Meter Freistil: 63. Platz
200 Meter Freistil: 47. Platz
200 Meter Lagen: 47. Platz